# Jenek z Prahy
Jenek z Prahy, též Jenek Václavův z Prahy (zemřel koncem 14. století), byl český vysokoškolský učitel, matematik a teolog, který se stal profesorem artistické fakulty Karlovy univerzity, od roku 1382 (do roku 1384) se stal jejím rektorem. Na univerzitě přednášel vědy matematické, jako matematika ho zmiňuje i Mistr Jan Hus (dal mu také přezdívku mathematicus promptissimus – nejhbitější matematik). Vyučoval též na fakultě teologické.
Během svého dlouhého působení na artistické fakultě shromáždil bohatou knihovnu, kterou – spolu s jedním domem – odkázal univerzitní koleji českého národa. Jeho dochované spisy svědčí o velké filozofické erudici. Ve svých výkladech Aristotelových děl se opírá i o některé „progresivní filozofické osobnosti a přiklání se k jejich řešení“ – jsou to zejména Alexandr Afrodisijský, Averroes, Walter Burley (Burleigh), Siger z Brabantu nebo Marsilius z Padovy (Antologie).

## Dílo
- Commentum super librum Aristotelis De anima, (Mnichov Clm 18404. f. 148 aj.)
- Dicta super Aristotelis librum De caelo et mundo, (PUK VIII G 30, f. 1a)
- Dicta super Aristotelis librum Politicorum, (PUK VIII G 30, f. 110a)
- Exposicio Aristotelis libri De generatione et corruptione, (PUK VIII G 30, f. 44a)